# Église Saint-Jean-Baptiste de Préfontaines
L'église Saint-Jean-Baptiste est une église catholique située à Préfontaines dans le département français du Loiret en France.

## Description
La tour-clocher du XIIe siècle est accolée au mur sud de l’Eglise.
Le porche de style roman proviendrait d’une église de Château-Landon détruite pendant les guerres de religion.
La Nef a été rénovée au XVIIe siècle.

## Historique
Le porche a été classé au titre des monuments historiques en 1909. Les façades et les toitures ont fait l'objet d'une inscription par arrêté du 20 décembre 2013.